# Lâm Phú
Lâm Phú là một xã thuộc huyện Lang Chánh, tỉnh Thanh Hóa, Việt Nam.

## Địa lý
Xã Lâm Phú nằm ở phía tây bắc của huyện Lang Chánh, dọc theo hai bờ sông Âm, có vị trí địa lý:
- Phía đông giáp huyện Bá Thước
- Phía nam giáp các xã Tam Văn, Yên Thắng và Yên Khương
- Phía tây và phía bắc giáp huyện Quan Sơn.

Theo kết quả Tổng điều tra dân số năm 1999, dân số xã Lâm Phú là 3.808 người.
Đến tháng 8 năm 2009, dân số của xã Lâm Phú là 4.201 người. Thành phần dân tộc gồm: người Thái chiếm 96,93%, người Mường chiếm 2%, người Kinh chiếm 1,07 %.

## Hành chính
Xã Lâm Phú trước đây được chia thành 9 bản: Tiến, Buốc, Chiềng Ngày,Poọng,Chiềng Đôn, Cháo, Pi, Tiên, Nà Đang.
Đến năm 2020 hai bản Cháo và Pi được sáp nhập thành bản Cháo Pi
Và Lâm Phú hiện nay có 8 bản.

## Lịch sử
Vùng đất thuộc xã Lâm Phú ngày nay, trước Cách mạng tháng Tám (1945), thuộc địa bàn hai xã Tái Dương và Lâm Luận, tổng Yên Thọ, châu Lang Chánh.
Thời kì 1945-1948, hai xã sáp nhập thành xã Lâm Dương, gồm đất của mường Đôn và mường Ngày.
Cuối năm 1948, xã Lâm Dương và xã Tam Kỳ sáp nhập thành Lê Lai.
Năm 1963, xã Lê Lai chia thành hai xã là Lâm Phú và Tam Văn, tên gọi Lâm Phú chính thức có từ đây.